# 史蒂文·戴維斯
史蒂文·戴维斯，MBE（1985年1月1日—）是一位北愛爾蘭職業足球員，在場上司職中場。

## 球會生涯
2008年1月31日，戴维斯被租借至格拉斯哥流浪。2008年8月21日，戴维斯从富勒姆永久转会至格拉斯哥流浪。
2012年7月21日，剛升上英超作賽的修咸頓同意格拉斯哥流浪報價購入戴維斯，合約為期四年。

## 外部連結
- Steven Davis Career Profile （页面存档备份，存于）
- 足球数据库：史蒂文·戴維斯的球员统计数据
- Steven Davis profile （页面存档备份，存于） Irish FA